# Sítio Paleontológico Chiniquá
Chiniquá, também conhecido como Xiniquá, é um sítio paleontológico localizado na cidade de São Pedro do Sul, no estado do Rio Grande do Sul.
Este conjunto é um dos três que compõe a Formação Santa Maria, sendo compreendido por sete sangas de tamanho média que foram exploradas por Friedrich von Huene. Os materiais coletados, em sua maioria, foram enviados para o Instituto de Geologia e Paleontologia em Tubinga onde foram estudados e permanecem em exposição, é possível conferir a lista desses fósseis no livro Répteis fósseis do Gondwana Sul-Americano (Die fossilen Reptilien des südamerikanischen Gondwanalandes).

## História
O sítio paleontológico Chiniquá foi descoberto no início do século XX, pelo pesquisador Antero de Almeida.
Historicamente, ele é um dos mais importantes sítios paleontológicos brasileiros. No início, pesquisadores locais coletaram fosseis que chamaram a atenção de pesquisadores internacionais que posteriormente visitaram a região. Esses pesquisadores locais moldaram toda a pesquisa paleontológica da região e do Brasil. Por todos esses fatores históricos e contribuições, Chiniquá é hoje conhecida internacionalmente.
Em 1925, Bruno von Freyberg, da Universidade de Halle-Wittenberg, visitou o local o local e enviou fotografias para Friedrich Von Huene. Neste mesmo ano, Vicentino Prestes de Almeida coletou os primeiros fósseis de Chiniquá. Esses fatores podem ter influenciado à vinda de Von Huene, que ocorreu em 21 de junho de 1928. Ele permaneceu no município e em Chiniquá, coletando mais de oito mil quilogramas de materiais fósseis. Partes destes materiais foram para o Instituto da Universidade de Munique, sendo que uma grande quantidade foi destruída em um bombardeio durante a Segunda Guerra Mundial. Von Huene retornou para a Universidade de Tubinga, na Alemanha. Em 1942, ele publicou o livro Répteis fósseis do Gondwana Sul-Americano, no qual relata os resultados de sua pesquisa.
Em 1965, Romeu Beltrão visitou Chiniquá e conversou com Gomercindo Ilha Flores e José Francisco Flores, moradores locais, que haviam auxiliado von Huene na coleta do Stahleckeria potens.
Em 1959, uma expedição formada por Llewellyn Ivor Price, Edwin Harris Colbert, Carlos de Paula Couto, Fausto Luís de Souza Cunha e Theodore coletaram fosseis em Chiniquá.
De 1976 até 1984 o padre Daniel Cargnin, foi pároco da cidade de Mata e passou a coletar fosseis na região.

## Turismo paleontológico
Historicamente este é o segundo local onde foram encontrados fosseis no Estado do Rio Grande do Sul. Grandes pesquisadores passaram por este local e ajudaram a formar a paleontologia brasileira. 
O local encontra-se abandonado, sem placas de sinalização, sem painéis contando a história do local, sem réplica dos animais ali encontrados e sem estatuas dos pesquisadores. O Sítio é conhecido internacionalmente por suas grandes contribuições e encontra-se na área rural, na beira da rodovia BR-287, com grande movimentação de veículos. Não há projeto para tornar o local em um ponto turístico.

## Descobertas
- Prestosuchus chiniquensis[6]
- Dinodontosaurus[7]
- Chiniquodon[6]
- Stahleckeria[6]

## Leituras posteriores
- Antônio Isaia. Os Fascinantes Caminhos da Paleontologia. [S.l.]: Pallotti. p. 60
- Romeu Beltrão (1958). Cronologia Histórica de Santa Maria e do extinto município de São Martinho. 1. [S.l.]: Pallotti